# Sorex coronatus
Espèce
Statut de conservation UICN

 LC  : Préoccupation mineure
Sorex coronatus, est appelée Musaraigne couronnée, Musette ou Rat aveugle ou encore Musaraigne de Millet, du nom de son auteur Pierre-Aimé Millet, et n'a été réellement distinguée de la Musaraigne carrelet (Sorex araneus) qu'en 1978, soit 150 ans après sa description. Cette espèce de musaraignes fait partie de la famille des Soricidae.

## Description
Cette espèce est un peu plus petite que la Musaraigne carrelet (Sorex araneus), qui lui est apparentée et qui est par son apparence difficile à distinguer, puisque tête et corps mesurent 5,6 à 7,7 cm (au lieu de 5,6 à 8,5 cm), la queue 3 à 4,5 cm (au lieu de 3,2 à 5,6 cm) et le pied postérieur 11 à 12,5 mm (au lieu de 12 à 14 mm). On les différencie bien, toutefois, d'après la base du crâne. Sur l'île de Jersey elle est au contraire plus grande que les musaraignes carrelets d'Angleterre. L'animal pèse entre 6,5 et 11,5 grammes. Les musaraignes couronnées ont, tout comme d'autres soricinés, des dents et des molaires avec des points orange. La fourrure sur le dos est brun foncé, et claire sur le ventre. Sur les côtés du corps, on voit nettement la transition entre les deux couleurs comme chez la Musaraigne bicolore.

## Répartition
Sorex coronatus est endémique d'Europe, où il est présent du Nord de l'Espagne, à travers la France et les Pays-Bas, jusqu'au Nord de la Suisse, L'Allemagne et le coin le plus à l'Ouest de l'Autriche. On le trouve également sur l'île de Jersey. Son étendue verticale est de 0 à 2200 m.

## Habitat

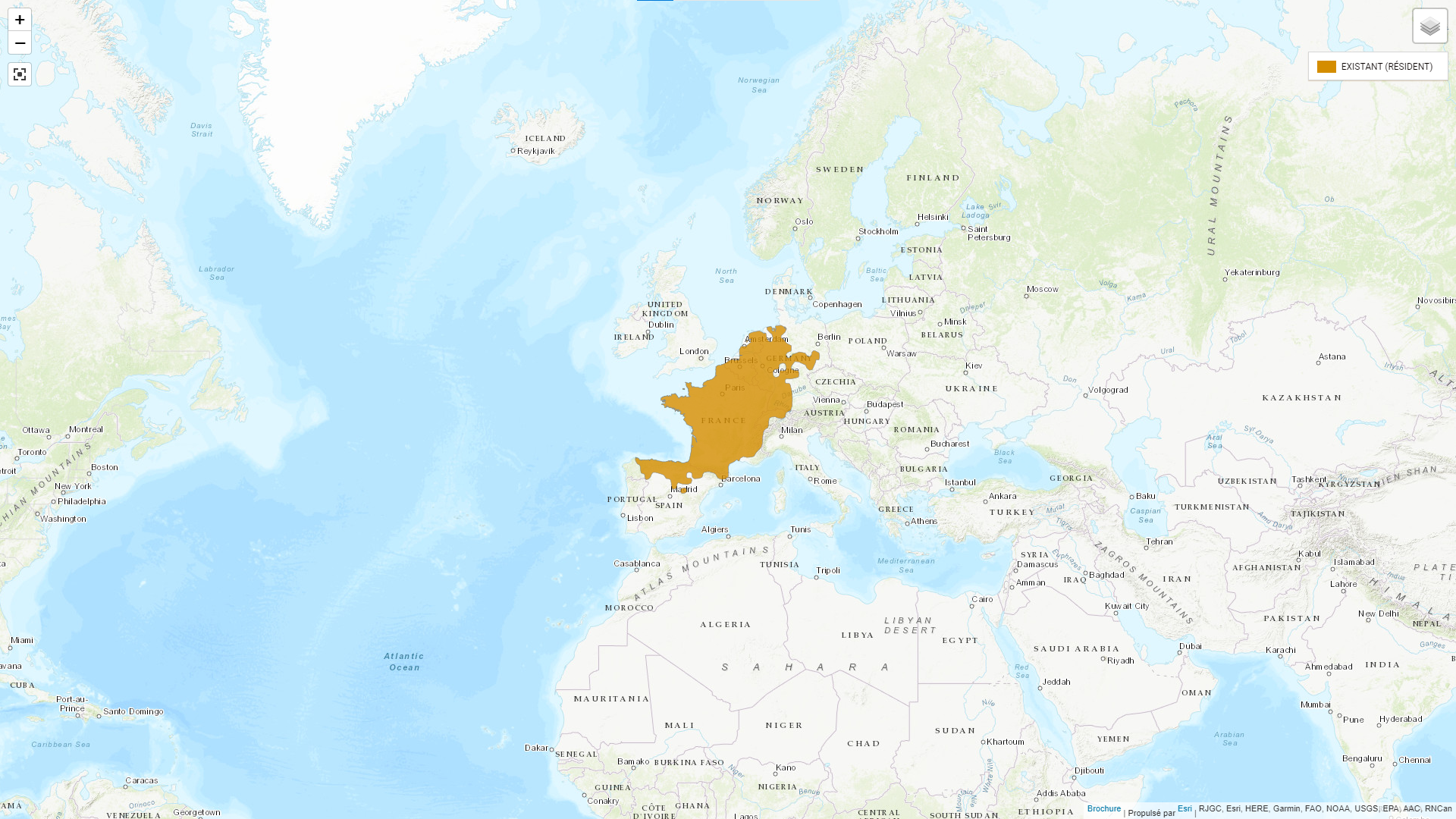
Carte de répartition de l'espèce

La Musaraigne couronnée aime vivre sur un tapis de plantes recouvrant le sol.

## Comportement
Elle a presque les mêmes besoins vitaux que la Musaraigne carrelet et semble vivre de plus en plus à l'Est, prenant ainsi la place de la Musaraigne carrelet.

### Liens externes

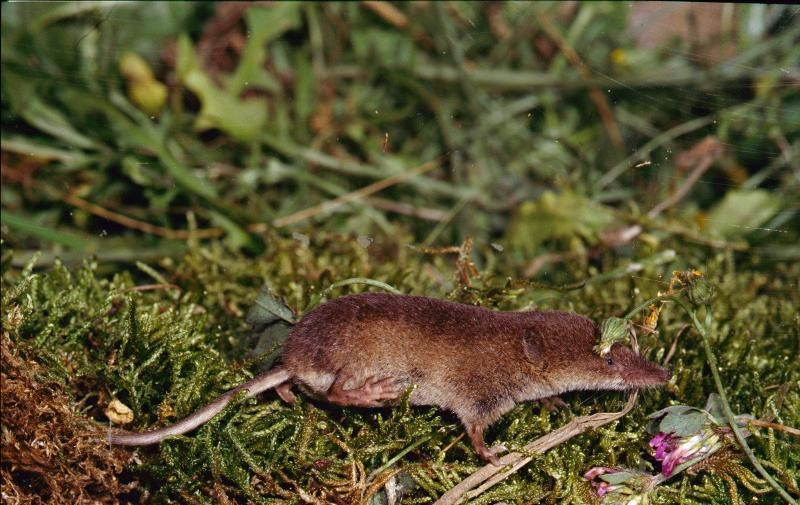
Musaraigne couronnée de profil

## Notes et références

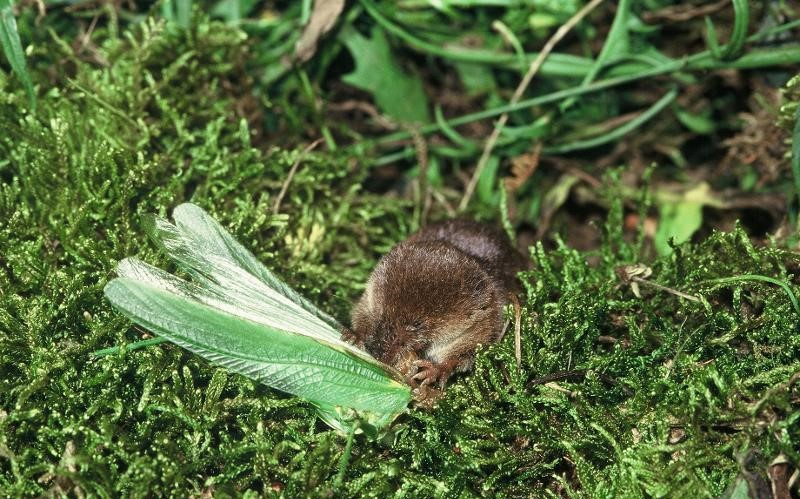
Musaraigne couronnée qui mange